# Bobby Pearce
Henry Robert Pearce, detto Bobby (Double Bay, 30 settembre 1905 – Toronto, 20 maggio 1976), è stato un canottiere australiano, vincitore di 2 medaglie d'oro olimpiche.
Originario di Sydney, Henry Pearce era  figlio d'arte, perché suo padre e suo nonno prima di lui erano stati campioni di canottaggio.
Alla sua prima partecipazione olimpica fu nel 1928 ad Amsterdam si distinse per un gesto di fair play nei confronti di... una famiglia di anatre. Durante i quarti di finale del singolo, mentre era in lotta con il francese Victor Saurin, Henry Pearce si trovò davanti una fila di anatre che stava tranquillamente attraversando il canale. Si fermò, le lasciò passare, e poi riprese a vogare con grande spinta. Riuscì lo stesso a vincere la gara, tra l'entusiasmo generale. Passata anche la semifinale, Pearce si ritrovò in finale contro lo statunitense Kenneth Myers. L'australiano si impose con l'ampio margine di 9.8 secondi, aggiudicandosi l'oro.
Dopo la vittoria olimpica, Pearce sognava di partecipare alla prestigiosa competizione Diamond Sculls alla Regata di Henley, in Inghilterra. Ma i soli titoli sportivi non erano sufficienti per gli organizzatori, e Pearce non fu ammesso in quanto manovale disoccupato. Rientrato a Sydney, non riuscì a trovare lavoro a causa della grande depressione del '29.
Nel 1930 Pearce vinse i Giochi del Commonwealth a Hamilton, nell'Ontario. Venuto a sapere dei suoi problemi di lavoro, il proprietario di un'importante fabbrica di whisky canadese gli offrì un impiego da venditore. Pearce accettò e rimase a vivere in Canada. Avendo ottenuto una qualifica professionale adeguata, nel 1931 Pearce poté finalmente gareggiare ai Diamond Sculls, e li vinse.
Nel 1932 fu la volta delle Olimpiadi di Los Angeles. Pearce partecipò come componente della nazionale australiana, nonostante vivesse ormai da qualche anno in Canada. Vinse nuovamente il singolo, battendo in finale lo statunitense William Miller e diventando il primo canottiere ad aggiudicarsi due ori nel singolo.
Dopo quelle Olimpiadi Pearce passò al professionismo, e si ritirò imbattuto dalle competizioni allo scoppio della Seconda guerra mondiale. Nel 1938 ricevette il Trofeo Lou Marsh come sportivo dell'anno del Canada, sua patria d'adozione.